# Повітряна пригода
«Повітряна пригода» (рос. «Воздушное приключение») — радянський дитячий короткометражний художній фільм 1937 року, знятий режисером Таїсою Арусинською на кіностудії «Союздитфільм».

## Сюжет
У магазині дитячих іграшок маленька покупчиня Маша, замилувавшись ляльками, втрачає свого чотириногого друга. Собачку приймають за механічну іграшку і садять в кошик повітряної кулі.
Реклама іграшок Москультторга. У фільм включені мультиплікаційні кадри.

## У ролях
- Володимир Тумалар'янц — Вітя
- Еля Кнауб — Марійка
- Любов Калюжна — мама
- Іван Лобизовський — продавець іграшок
- Людмила Тіссе — продавчиня куль
- Вероніка Лебедєва — дівчинка з лялькою

## Знімальна група
- Режисерка — Таїса Арусинська
- Сценарист — Олександр Введенський
- Оператор — Наум Аптекман
- Композитор — Сергій Бугославський
- Художники — П. Павлінов, М. Левін